# Saint-Parthem
Saint-Parthem (okzitanisch Sent Partèm) ist eine französische Gemeinde mit 406 Einwohnern (Stand 1. Januar 2022) im Département Aveyron in der Region Okzitanien (vor 2016 Midi-Pyrénées). Sie gehört zum Arrondissement Villefranche-de-Rouergue und zum Kanton Lot et Dourdou. Die Einwohner werden Saint-Parthémois genannt.

## Geografie
Saint-Parthem liegt etwa 41 Kilometer nordwestlich von Rodez am Fluss Lot. Umgeben wird Saint-Parthem von den Nachbargemeinden Saint-Santin im Westen und Norden, Conques-en-Rouergue im Osten und Südosten, Almont-les-Junies im Süden sowie Flagnac im Südwesten.

## Bevölkerungsentwicklung
| Jahr                       | 1962 | 1968 | 1975 | 1982 | 1990 | 1999 | 2006 | 2019 |
| Einwohner                  | 621  | 569  | 540  | 515  | 466  | 445  | 444  | 403  |
| Quellen: Cassini und INSEE |      |      |      |      |      |      |      |      |

## Sehenswürdigkeiten
- Kirche Saint-Parthem
- Burg Gironde aus dem 11. Jahrhundert
- Schloss Lasmaries aus dem 15. Jahrhundert

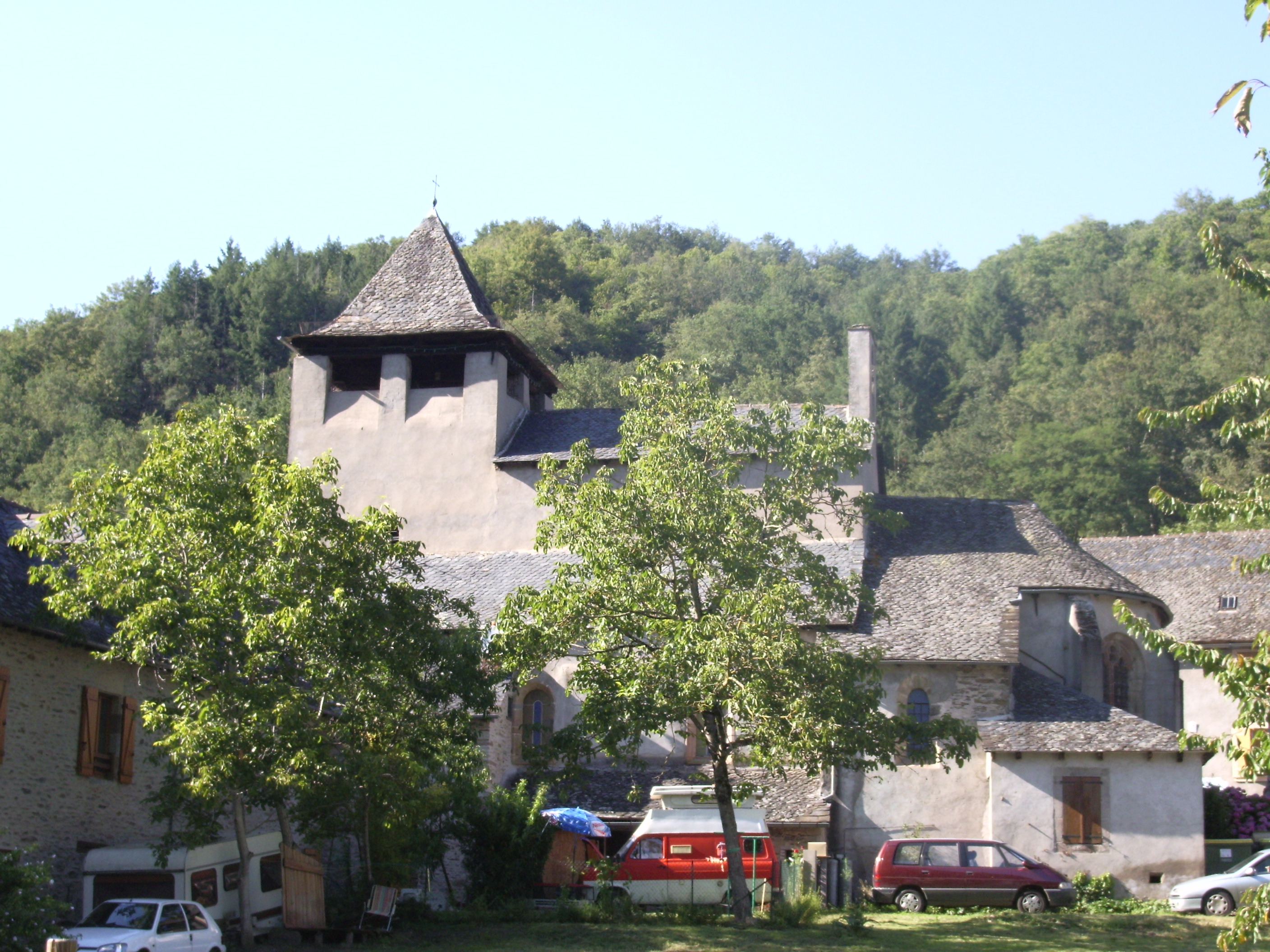
Kirche Saint-Parthem

## Persönlichkeiten
- Artemius (französisch: Saint Parthem, 394 gestorben), Bischof von Clermont